# Augusto Inácio do Espírito Santo Cardoso
Augusto Ignácio do Espírito Santo Cardoso (Goiás, 31 de maio de 1867 — Rio de Janeiro, 23 de setembro de 1947) foi um militar brasileiro.
Pai do general Dulcídio do Espírito Santo Cardoso e do Marechal Ciro do Espírito Santo Cardoso, era irmão do general Joaquim Ignácio Baptista Cardoso e tio-avô do ex-presidente Fernando Henrique Cardoso. 
Ingressou no Exército Brasileiro em 1884, no curso de Cavalaria da Escola Militar da Corte na Praia Vermelha, sendo promovido a alferes em 1890. Durante seu período escolar, ao comando do major Marciano de Magalhães, irmão caçula de Benjamin Constant, marchou a pé até o bairro de Botafogo e, dali em bondes puxados por burros, até o Campo de Santana, junto com outros companheiros, assim participando da deposição do Gabinete do Visconde de Ouro Preto, no seguir da Proclamação da República, em 1889.
Era um militar legalista, que estava na reserva desde 1923, residindo em Três Corações, quando foi chamado para o Ministério da Guerra por Getúlio Vargas, no bojo da crise que antecedeu a Revolução Constitucionalista de 1932, permanecendo no cargo até 1934.
Foi reformado como general-de-brigada em 1º de julho de 1938, com cerca de 44 anos de serviço.